# Anna Lynch-Robinson
Anna Lynch-Robinson ist eine Bühnenbildnerin.

## Leben und Karriere
Anna Lynch-Robinson arbeitete das erste Mal als Szenenbildnerin für den britischen Thriller Phoenix Blue. Zu den bekanntesten Filmen, an denen sie mitgewirkt hatte, zählen Bridget Jones – Am Rande des Wahnsinns, Revolver und Brügge sehen… und sterben?. Bei Angelina Jolies Regie- und Drehbuchdebüt In the Land of Blood and Honey wurde Lynch-Robinson ebenfalls als Ausstatterin engagiert. Anna Lynch-Robinson erhielt gemeinsam mit Eve Stewart eine Nominierung bei der 85. Oscarverleihung in der Kategorie Beste Szenenbild für ihre Arbeit bei dem Film Les Misérables. Für denselben Film wurde sie mit Stewart mit einem BAFTA-Award ebenfalls in der Kategorie Bestes Szenenbild ausgezeichnet.

## Filmografie (Auswahl)
- 2001: Phoenix Blue
- 2002: Bis zum letzten Vorhang (The Final Curtain)
- 2003: Der Preis des Verbrechens (Fernsehserie)
- 2003: Octane – Grausamer Verdacht (Octane/Pulse)
- 2004: Bridget Jones – Am Rande des Wahnsinns (Bridget Jones - The Edge of Reason)
- 2005: Revolver
- 2006: Life and Lyrics
- 2007: Tödliche Magie (Death Defying Acts)
- 2007: Intervention
- 2008: Inconceivable
- 2008: Brügge sehen… und sterben? (In Bruges)
- 2009: An Education
- 2010: We Want Sex
- 2011: In the Land of Blood and Honey
- 2011: 360
- 2012: Bel Ami
- 2012: Les Misérables
- 2014: Muppets Most Wanted
- 2016: Alice im Wunderland: Hinter den Spiegeln (Alice Through the Looking Glass)
- 2017: Wonder Woman
- 2018: Bohemian Rhapsody
- 2020: Wonder Woman 1984

## Auszeichnung (Auswahl)
- 2013: BAFTA-Award in der Kategorie Bestes Szenenbild für Les Misérables
- 2013: Oscar-Nominierung in der Kategorie Bestes Szenenbild für Les Misérables